# ريان ماكدوف
ريان ماكدوف (بالإنجليزية: Ryan McDuff)‏ هو لاعب كرة قدم ورجل أعمال أمريكي في مركز الدفاع، ولد في 1990 في بلينو في الولايات المتحدة. لعب مع Brown Bears men's soccer ‏.